# 17 CARAT
"17 CARAT"(17캐럿)은 보이그룹 세븐틴의 데뷔 음반이자 첫 번째 미니 음반이다. 타이틀곡은 '아낀다'로, 2015년 5월 29일 로엔 엔터테인먼트에서 발매되었다.

## 개요
- 4년 간의 준비 기간을 거쳐 데뷔한 세븐틴의 첫 음반이다.
- 타이틀곡 '아낀다'는 이성에게 반한 감정을 10대 소년의 시선에서 재치 있게 표현한 곡이다.[1] 동대문을 열어라 놀이를 차용한 안무와, 후렴구의 글자마다 관객 방향을 가리키는 안무가 특징적이다.[2]
- 수록곡 'Shining Diamond'는 2015년 5월 3일 세븐틴의 데뷔 과정을 다룬 예능 프로그램 "세븐틴 프로젝트 - 데뷔 대작전"에서 먼저 공개되었다.[3] 세븐틴 자신을 다이아몬드에 비유하여, 꿈을 향해 달려가면 보석처럼 빛나는 시기가 찾아온다는 의미를 가사에 담았다.[1]
- 수록곡 'Ah Yeah'는 힙합 유닛, 'Jam Jam'은 퍼포먼스 유닛, '20'은 보컬 유닛의 곡이다.[4]

## 수록곡
| #            | 제목                | 작사                       | 작곡                 | 편곡  | 재생 시간 |
| ------------ | ------------------- | -------------------------- | -------------------- | ----- | --------- |
| 1.           | 〈Shining Diamond〉 | 우지, 버논, 김민정         | 우지, 마스터키, 리시 | 3:24  |           |
| 2.           | 〈아낀다〉          | 우지, 버논, 에스쿱스, 범주 | 우지, 범주, 염동건   | 3:07  |           |
| 3.           | 〈Ah Yeah〉         | 우지, 원우, 민규, 버논     | 크림도너츠, 리시     | 3:29  |           |
| 4.           | 〈Jam Jam〉         | 우지, 호시, 디노, 버논     | 우지, 크림도너츠     | 3:25  |           |
| 5.           | 〈20〉              | 우지, 동네형               | 우지, 원영현         | 3:23  |           |
| 총 재생 시간 | 총 재생 시간        | 총 재생 시간               | 총 재생 시간         | 16:48 |           |

## 차트
| 차트 (2015)                 | 최고 순위 |
| --------------------------- | --------- |
| 대한민국 (가온 차트 ‘주간’) | 5         |
| 대한민국 (가온 차트 ‘월간’) | 7         |
| 대한민국 (가온 차트 ‘연간’) | 47        |

## 같이 보기
- 초퍼 제어